# Kurt Vogel (General, 1908)
Kurt Vogel (* 31. Oktober 1908 in München; † 12. Mai 2003) war ein deutscher Ingenieur, Major der Wehrmacht und Brigadegeneral des Heeres der Bundeswehr.

## Leben
Vogel, Sohn eines Kaufmanns und Leiter des Vogel-Verlages, studierte Maschinenbau an der TH München und Wien von 1928 bis 1933 und wurde am 29. März 1933 Diplom-Ingenieur. Von Mai 1933 bis Oktober 1936 war er Baureferendar bei der Deutschen Reichsbahn in Nürnberg. Am 2. November trat er als Heeresbaumeister in die Wehrmacht ein und war Truppeningenieur in der I. Abteilung des Panzerregiments 3 in Bamberg von November 1936 bis Oktober 1937. Am 18. Dezember 1936 legte er sein 2. Staatsexamen ab und wurde Bauassessor. Von Januar bis August 1937 absolvierte er Wehrübungen beim Artillerieregiment 17 in Nürnberg und beim Artillerieregiment 10 in Amberg. Am 1. November 1937 wurde er Regierungsbaurat. Von November 1937 bis April 1942 war er Abteilungs- und Regimentsingenieur im Panzerregiment 3 und mit diesem in Polen, Frankreich, Griechenland und Russland eingesetzt. Ab dem 1. August 1938 war er Hauptmann (Ingenieur) und ab dem 1. Februar 1942 Major (Ingenieur). Von April bis September 1942 war er Referent an der Panzertruppenschule in Wünsdorf und anschließend bis Oktober 1944 Referent Inspektion 6 im Oberkommando des Heeres. Zuletzt war er von November 1944 bis Mai 1945 Referent beim Generalinspizienten der Panzertruppe an der Außenstelle bei der Heeresgruppe Süd. Von Mai bis Juli 1945 war er in US-amerikanischer Kriegsgefangenschaft.
In der Nachkriegszeit war Vogel Angestellter im väterlichen Vogel-Verlag, stellvertretender Geschäftsführer im Landesverein Bayern der Kfz-Industrie und Kfz-Sachverständiger beim TÜV in München. Von 1952 bis 1955 war er als Referent beim Amt Blank angestellt.
Am 1. November 1955 wurde Vogel in die Bundeswehr als Oberstleutnant übernommen und Referent P IV 7 im Bundesministerium der Verteidigung. Danach war er von 1959 bis 1962 Leiter des Stabes  Auswertung, Truppenversuche und Vorschriften an der Feldzeug-Truppenschule in Sonthofen, von April 1962 bis März 1963 Regimentskommandeur des Feldzeugregiments 501 (später Instandsetzungskommando 2) in Ulm und zuletzt stellvertretender General der Instandsetzungstruppe und Inspizient Instandsetzungstruppe im Truppenamt in Köln. Am 31. Januar 1964 wurde er zum Brigadegeneral ernannt und mit Ablauf des September 1966 in den Ruhestand versetzt.
Vogel war aufgrund seiner Erfahrungen im und nach dem Zweiten Weltkrieg auf den Gebieten der Rad- und Kettenfahrzeuge, der Organisation und Ausbildung der Instandsetzungsdienste sowie im Bereich des militärischen Kraftfahrwesens an der Vorbereitung des Aufbaus der Bundeswehr beteiligt, und entschied letztendlich die Verwendung des verbliebenen Unterscheidungszeichens „Y“ auf den Bundeswehr-Kraftfahrzeugkennzeichen. Die Ernennung zum Brigadegeneral erfolgte in der 106. Kabinettssitzung am 17. Januar 1964. Vogel war Herausgeber einiger Taschenbücher für Truppentechnik und Instandsetzung.
1990 wurde auf Initiative Vogels hin der Verein „Blauer Bund“ gegründet, eine Interessengemeinschaft für Logistik, Rüstung und Nutzung in der Bundeswehr.

## Auszeichnungen
- Kriegsverdienstkreuz mit Schwertern I. Klasse (1944)
- Eisernes Kreuz II. Klasse (1940)
- Verwundetenabzeichen in Schwarz (1945)